# Dispositivo separador de grasas
Un separador de grasas es un dispositivo que se inserta en el sistema de saneamiento de un edificio para evitar que las grasas lleguen al alcantarillado.
Es importante su empleo cuando las grasas se usan en gran cantidad, como en las cocinas industriales, o se trate de grasas minerales (desagües de cocheras, por ejemplo, en las que suele ser obligatoria su instalación) porque son muy difíciles de tratar en las depuradoras de aguas.
También deben instalarse en las estaciones de servicio (gasolineras) o lugares donde pueda haber cierta cantidad de hidrocarburos, antes de la recogida de aguas pluviales.

## Construcción
Pueden hacerse de obra o instalarlas prefabricadas. Básicamente consisten en un recipiente en el que se remansa el agua, favoreciendo la flotación de las grasas (que son menos densas). Tienen el orificio de recogida a un nivel más bajo, de modo que recogen el agua por debajo del nivel inferior de las grasas. Evidentemente el nivel de salida debe estar más alto, por lo que debe emplearse antes de la salida un dispositivo que lo permita, como una T.
Requieren ser vaciadas periódicamente para evitar que la acumulación de grasa baje hasta el nivel de la salida. El tiempo entre vaciados depende del caudal de grasa que se vierta a desagüe.